# アブグーシュト

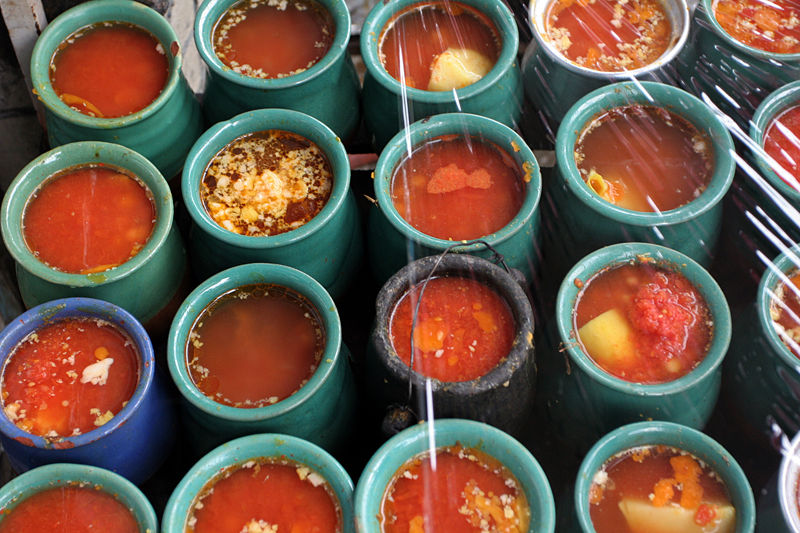
ディーズィー

アーブグーシュト （ペルシア語: آبگوشت, ラテン文字転写: ābgūsht）は、イラン料理 ひとつ。
羊肉とジャガイモ、タマネギ、ヒヨコマメなどの野菜を、ディーズィーと呼ばれる小さめの壷に入れて長時間弱火で煮込む料理。
肉や野菜を専用の器具を使ってつぶし、スープと具をちぎったナンを混ぜて食する。